# Probalinthos

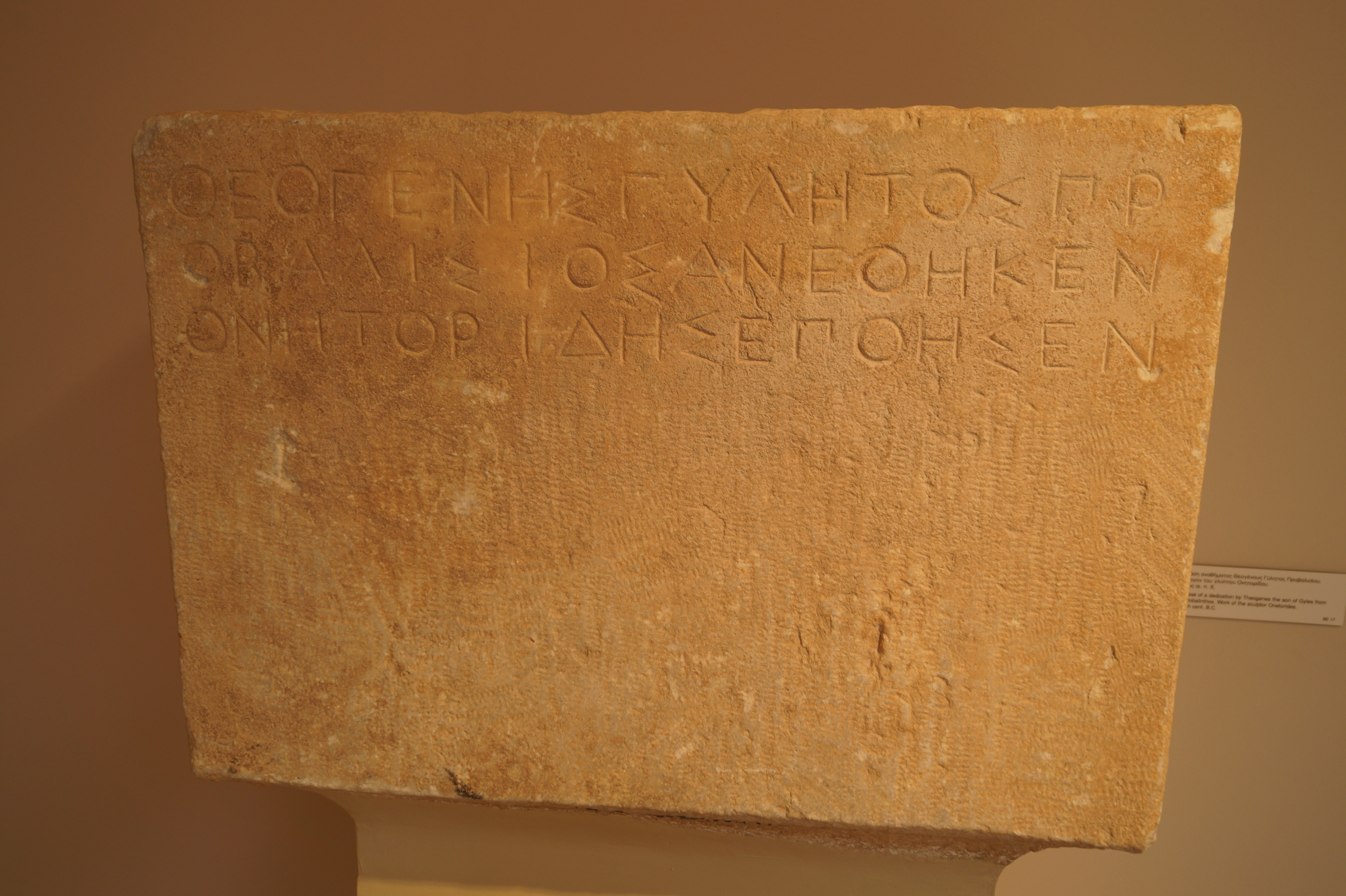
Inschrift des Theogenes, Sohn des Gyles aus Probalinthos

Probalinthos (altgriechisch Προβάλινθος) war ein attischer Demos der Phyle Pandionis. Zusammen mit Marathon, Trikorythos und Oinoe bildete er die attische Tetrapolis. Nach Strabon lag Probalinthos nördlich von Myrrhinous und südlich von Marathon. Anhand von Grabstelen von Probalinthiern konnte die Lage des Demos in etwa bestimmt werden, er lag östlich des Berges Agriliki nahe dem heutigen Nea Makri. Es wird angenommen, dass Probalinthos schon seit vorgeschichtlicher Zeit existierte, da die Endung inthos auf eine pelasgische Benennung hindeutet.
Trotz der Zugehörigkeit zur Tetrapolis wurde bei der Kleisthenischen Reform Probalinthos nicht der Phyle Aiantis zugeordnet, zu der die anderen drei Städte gehörten. Man nimmt an, dass Kleisthenes von Athen die Anhänger des Peisistratos trennen und so schwächen wollte. Bekannte Probalinthier sind der bedeutende athenische Staatsmann Eubulos und Euphiletos, der Archon Eponymos des Jahres 214/3 v. Chr.
Die genaue Lage des Demos ist noch nicht bekannt. 1879 fand man in Nea Makri bei der Kirche des Heiligen Konstantin und der Heiligen Helena den sogenannten Marathonstein, einen aus der Mitte des 4. Jahrhunderts v. Chr. stammenden Grabstein. Die Inschrift nennt den verstorbenen Elpines, Sohn des Elpinikos aus Probalinthos. Darunter wurde später noch der Name seines Bruders Eunikos, Sohn des Elpinikos aus Probalinthos, eingraviert. Etwa 500 m nördlich fand man einen größeren Friedhof. Später fand man etwa 4 km nördlich in Vrana in der Nähe des Archäologischen Museums von Marathon einen Grabstein des Theogenes, Sohn des Gyles aus Probalinthos. Deshalb vermuteten manche Forscher, das hier Probalinthos lag. Heute lokalisiert man es eher weiter südlich bei Agios Andreas, einem Vorort von Nea Makri. An dem Ort befindet sich heute ein Stützpunkt der Griechischen Luftstreitkräfte. 